# Trail (Magazin)
Trail ist ein deutschsprachiges Special-Interest-Magazin für Trail- und Berglauf. Im Jahr 2008 gegründet, erscheint es aktuell sechsmal jährlich.

## Geschichte
Das Magazin wurde anfangs nur online veröffentlicht. Heute erscheinen jährlich sechs Print-Ausgaben. Darüber hinaus betreibt der Verlag verschiedene Social-Media-Kanäle und einen Podcast. Im Gegensatz zu anderen Laufzeitschriften fokussiert sich Trail ausschließlich auf das wachsende Segment des Trail Running.

## Inhalt
Zielgruppe des Magazins sind Trail-Runner, Bergläufer und Outdoor-Enthusiasten. Es bietet Informationen zu Laufstrecken, Ausrüstung, Trainingsmethoden und Wettkämpfen im Bereich des Trailrunning. Zudem werden Porträts von Athleten und Reiseberichte veröffentlicht.
Trail vergibt jährlich im Rahmen der "Night of the Trail" verschiedene Auszeichnungen für herausragende Leistungen und Produkte in der Trail-Running-Szene.